# José Antonio Allende
José Antonio Allende (Córdoba, 28 de noviembre de 1917 - Buenos Aires, 19 de agosto de 2007) fue un político argentino, miembro fundador del Partido Demócrata Cristiano, que fue senador nacional por la provincia de Córdoba durante 4 años y que llegó a presidir el Senado entre 1973 y 1975.

## Biografía
José Antonio Allende nació el 28 de noviembre de 1917 en la ciudad de Córdoba. Perteneció a una en una antigua y tradicional familia de la provincia de Córdoba, sus padres fueron el doctor Luis Maximiliano Allende Goicoechea, médico y diputado nacional; y doña Flavia de Zavalía del Campillo. Estudió en el Colegio Monserrat y se graduó de abogado en la Universidad Nacional de Córdoba (Argentina), en 1940. Se casó con Diana Martínez Paz del Campillo, de quien enviudó, tuvo con ella ocho hijos. Casó en segundas nupcias con Rorra Fuocco Badaracco; tuvo otro hijo, y muchos nietos y bisnietos.
Entre 1940 y 1950, integró la Unión Cristiana Democrática en Córdoba, que se disuelve en el año de 1950 y sus miembros constituyen una nueva organización denominada como Ateneo Social Cristiano. En marzo de 1954, formó parte del incipiente Partido Republicano, uno de los grupos que confluyeron en julio de ese año en una reunión clandestina en la casa del biólogo Juan T. Lewis, en Rosario, para formar la democracia cristiana. Entre ellos estaban Manuel Vicente Ordóñez, Horacio Sueldo, Horacio Peña, Guido Di Tella, Leopoldo Pérez Gaudio, Ignacio Vélez Funes, Alieto Guadagni. Allende no pudo estar, pero se lo considera uno de los fundadores. 
En diciembre de 1955 fue elegido primer presidente de la convención nacional del Partido Demócrata Cristiano. En 1956 reemplazó a Rodolfo Martínez como integrante de la Junta Consultiva Nacional en representación del PDC. Y en 1957, encabezó a los ocho diputados democristianos en la Convención Constituyente de la Reforma constitucional argentina de 1957.
Presidió la junta nacional del PDC entre 1957 y 1959 y entre 1965 y 1967 cuando éste se dividió en el Partido Popular Cristiano (PPC) y el Partido Revolucionario Cristiano (PRC) presidió el Partido Popular Cristiano que formó parte del Frente Justicialista de Liberación (FREJULI) que ganó las elecciones y puso en el poder al Movimiento Peronista, que había sido proscripto desde la Revolución Libertadora. En este sector se destacaron José Antonio Allende, Salvador Busacca, Carlos Auyero, Augusto Conte, Jorge Nelson Gualco (por segunda vez), Angel Bruno, Alberto Aramouni, González, entre otros.
En 1972 visitó a Perón en Madrid y en 1973 su partido se integró al Frente Justicialista de Liberación (FREJULI), por el que fue elegido senador. Elegido vicepresidente 1° del cuerpo, cuando renunció y salió del país Alejandro Díaz Bialet al caer Cámpora, Allende pasó a quedar al frente del Senado. Habló en el juramento de Perón; destacó la asistencia allí de las fuerzas sociales y los partidos, y de las Fuerzas Armadas, en las que se había formado Perón y cuya presencia, dijo, marcaba el reencuentro con el afecto popular.
En 1974, con el respaldo de Perón, el Senado lo eligió su presidente provisional por unanimidad; quedó así como la tercera autoridad constitucional del país. 
"Este es un país con los brazos abiertos y no con el puño cerrado", dijo en 1974, ante la violencia[cita requerida]. Muerto Perón, quedó en segundo lugar en el orden sucesorio. Pero en 1975, el peronismo no quiso reelegirlo en el lugar que su líder le había reconocido, y renunció.
El Presidente Nacional Raúl Alfonsín lo nombró en el Consejo para la Consolidación de la Democracia. En 1993 fue candidato a diputado nacional en la Capital Federal por el Partido Autonomista, liderado por José Antonio Romero Feris. En 1999 participó de la Unión de Independientes (junto a otros hombres como Alfredo Vítolo, Eugenio Aramburu, Juan Balestra, Marcelo Gey y otros) que apoyó la candidatura presidencial de Fernando de la Rúa. 
En los últimos años, retirado de la política activa, participaba en el Consejo Argentino para las Relaciones Internacionales (CARI), el Ateneo de la República y otros foros en los cuales era respetado por su experiencia y sensatez.
El entierro se efectuó en el Cementerio de la Recoleta, tras una misa en la basílica del Pilar, asistieron el exvicepresidente Víctor Martínez, el expresidente general (R) Roberto Levingston, Juan Ramón Aguirre Lanari, Oscar Puiggros, Eduardo Martiré y Ricardo Parera.